# Fortunato Crostarosa
Fortunato Crostarosa (Roma, 1830 – Roma, 1912) è stato un militare italiano, comandante della Guardia Palatina d'Onore.

## Biografia
Nato da una nobile famiglia romana di baldacchino originaria della Campania, Fortunato Crostarosa era della medesima casata della venerabile Maria Celeste Crostarosa, fondatrice dell'ordine delle redentoriste.
Avviato alla carriera militare sin dalla gioventù, venne fin dall'inizio sospinto agli ambienti pontifici ed entrò nella Guardia Palatina ove fu comandante del corpo dal 1887 al 1903. Durante questi anni fu anche un importante saggista di storia militare e si dedicò anche per primo a stilare una storia della Guardia Palatina fondata a metà dell'Ottocento.

## Opere
- La croce in Campidoglio, Alessandro Befani ed., 1888, Roma
- Le milizie urbane della città di Roma, Tip. Vaticana, 1897, Roma

## Onorificenze
| Controllo di autorità | VIAF (EN) 88723302 · BAV 495/180594 |